# Molenberg
Il Molenberg  è una montagna delle Ardenne situata nel comune di Zwalm facente parte della provincia belga delle Fiandre Orientali.